# Osbrogöl
Osbrogöl är en sjö i Alvesta kommun i Småland och ingår i Lagans huvudavrinningsområde. Sjön är 8,8 meter djup, har en yta på 0,038 kvadratkilometer och befinner sig 176 meter över havet.